# Vladimír Clementis

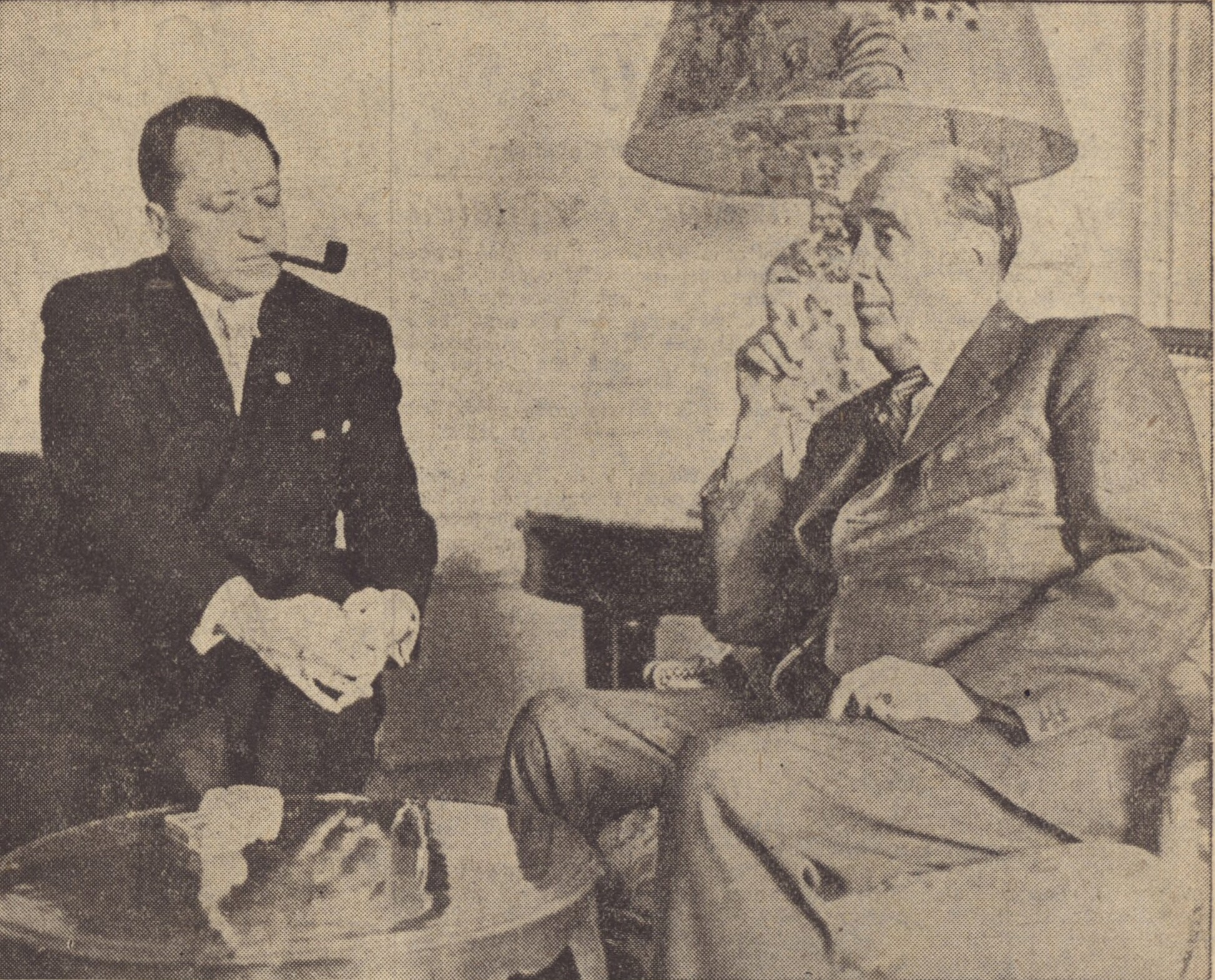
Vladimír Clementis i Jan Masaryk w 1946

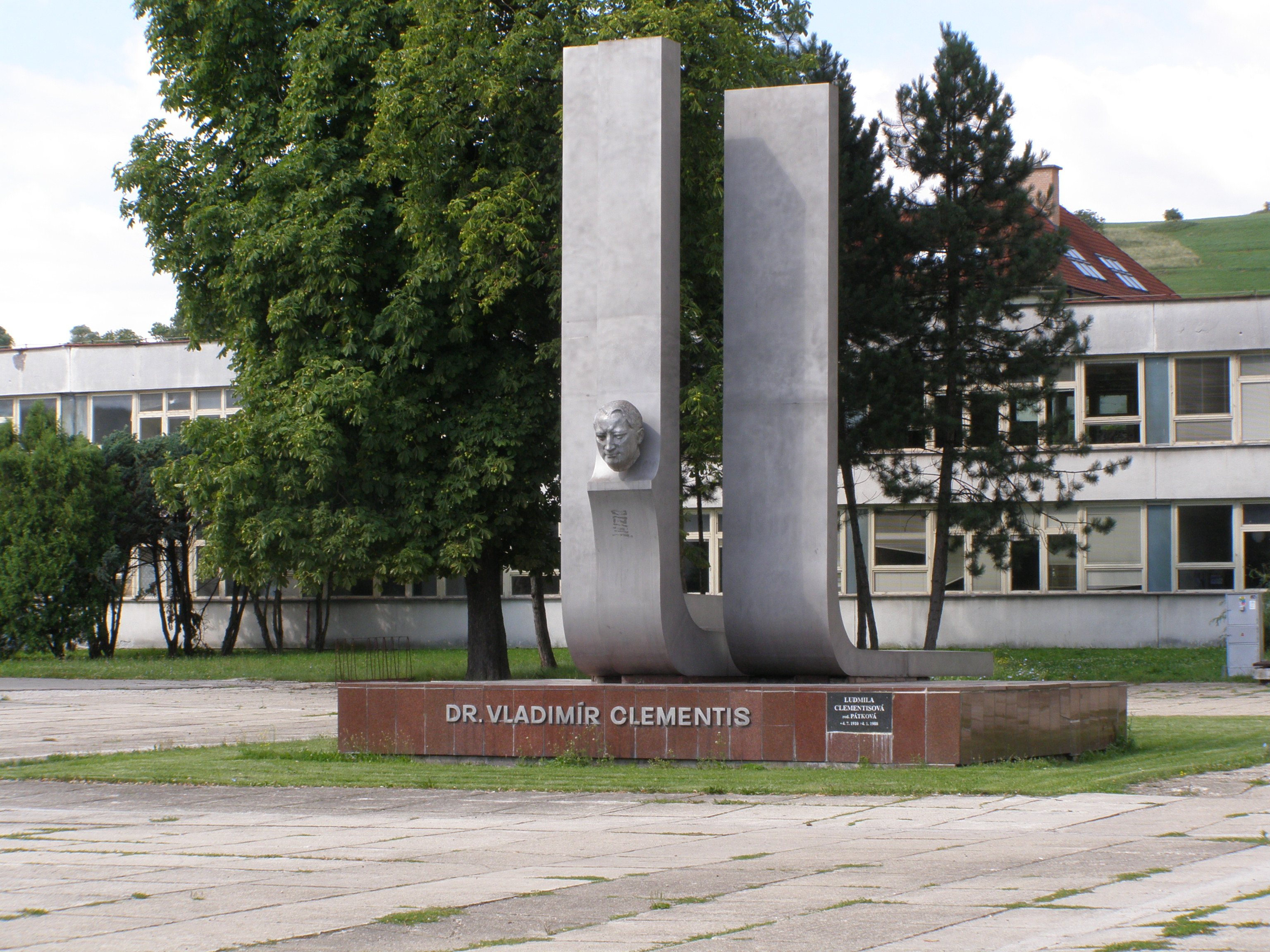
Pomnik Vladimíra Clementisa w Tisovcu

Vladimír Clementis (ur. 20 września 1902 w Tisovcu, zm. 3 grudnia 1952 w Pradze) – czechosłowacki polityk komunistyczny słowackiego pochodzenia. W latach 1948–1950 minister spraw zagranicznych Republiki Czechosłowackiej. Bohater Czechosłowackiej Republiki Socjalistycznej.

## Życiorys
W latach 1921–1925 studiował prawo na Uniwersytecie Karola w Pradze, 1924 wstąpił do KPCz, 1926–1930 był pomocnikiem adwokata, a 1931–1939 adwokatem w Bratysławie. Jednocześnie 1935–1938 był posłem do Zgromadzenia Narodowego. W 1939 udał się do Francji, a 1940–1945 przebywał w Wielkiej Brytanii, 1942 został włączony przez prezydenta Beneša w skład Czechosłowackiej Rady Narodowej na uchodźstwie (w Londynie), od kwietnia 1945 był sekretarzem ministerstwa spraw zagranicznych Czechosłowacji. 
W 1939 został wykluczony z KPCz, 1945 przyjęty ponownie, 1945–1951 był posłem do Zgromadzenia Narodowego. Po nagłej śmierci ministra spraw zagranicznych Jana Masaryka w marcu 1948 został jego następcą (do marca 1950), jednocześnie 1949–1951 był członkiem KC KPCz. 3 lutego 1951 został aresztowany, następnie skazany na śmierć w procesie Rudolfa Slánský’ego i jego rzekomych wspólników w spisku przeciw władzom KPCz w listopadzie 1952 i następnie powieszony. W 1963 pośmiertnie zrehabilitowany.
W 1947 otrzymał Order Odrodzenia Polski I klasy.

## Upamiętnienie
- W Tisovcu zachował się rodzinny dom V. Clementisa - parterowa, drewniana budowla konstrukcji zrębowej, pochodząca z końca XIX w., w znacznym stopniu zrekonstruowana. Urządzono w nim ekspozycję muzealną poświęconą życiu i działalności polityka[2].
- W 1972 w Tisovcu, na placu koło szkoły noszącej imię V. Clementisa, stanął jego pomnik[3][4].